# Galanthus
Galanthus L. è un genere di piante erbacee bulbose della famiglia delle Amarillidacee, comunemente note come "bucaneve".
Il nome del genere deriva dal greco antico gála "latte", ánthos "fiore", quindi letteralmente "fiordilatte")

## Distribuzione e habitat
La specie più diffusa, G. nivalis, è originaria di una gran parte dell'Europa, limitata ad ovest da i Pirenei, a nord dalla Polonia e a sud dalla Turchia; introdotta in altre regioni, è stata ampiamente naturalizzata. Molte altre specie sono originarie del Mediterraneo orientale, ma si trovano anche nella regione del Caucaso e nel vicino Oriente (G. fosteri).

## Tassonomia
Il genere Galanthus comprende le seguenti specie:
- Galanthus × allenii Baker
- Galanthus alpinus Sosn.
- Galanthus angustifolius Koss
- Galanthus bursanus Zubov, Konca & A.P.Davis
- Galanthus cilicicus Baker
- Galanthus elwesii Hook.f.
- Galanthus fosteri Baker
- Galanthus gracilis Celak.
- Galanthus ikariae Baker
- Galanthus koenenianus Lobin, C.D.Brickell & A.P.Davis
- Galanthus krasnovii Khokhr.
- Galanthus lagodechianus Kem.-Nath.
- Galanthus nivalis L.
- Galanthus panjutinii Zubov & A.P.Davis
- Galanthus peshmenii A.P.Davis & C.D.Brickell
- Galanthus platyphyllus Traub & Moldenke
- Galanthus plicatus M.Bieb.
- Galanthus reginae-olgae Orph.
- Galanthus rizehensis Stern
- Galanthus samothracicus Kit Tan & Biel
- Galanthus transcaucasicus Fomin
- Galanthus trojanus A.P.Davis & Özhatay
- Galanthus × valentinei Beck
- Galanthus woronowii Losinsk.